# Parafia św. Józefa w Katherine
Parafia św. Józefa w Katherine – parafia rzymskokatolicka, należąca do diecezji Darwin, erygowana w 1962 roku.
Kościół św. Józefa w Katherine został wybudowany przez mieszkańców w 1950 roku, zaś 12 lat później, w 1962 roku został on ustanowiony siedzibą nowo powstałej parafii pw. św. Józefa. Pierwszym proboszczem został mianowany Fr. Tom Ormonde MSC (kapłan ze zgromadzenia Misjonarzy Świętej Rodziny).
Obecnie na niedzielną eucharystię przychodzi około 150 mieszkających tam katolików.